# ヘイスティングズの戦い
ヘイスティングズの戦い（英語: Battle of Hastings、フランス語: Bataille d'Hastings）は、1066年10月14日にノルマンディー公ギヨーム2世のノルマン・フランス軍とアングロ・サクソン王ハロルド・ゴドウィンソン指揮下のイングランド軍との間で戦われ、イングランドにおけるノルマン征服の端緒となった。ヘイスティングズのおよそ11キロ（7マイル）北西、今日のイースト・サセックス州バトルの近くで行われ、ノルマン人が決定的な勝利を挙げた。
戦闘の背景には、1066年1月にエドワード懺悔王が子のないままに死去し、それにより王座の請求者数名の間で継承争いが引き起こされたことがあった。ハロルドはエドワードの死後間もなくして王位に就いたものの、ギヨームや自らの弟トスティ、そしてノルウェーのハーラル3世による侵攻に直面した。ハーラル3世とトスティは慌ただしく集められたイングランド軍勢を1066年9月20日にフルフォードの戦いで破り、そして5日後に今度はスタンフォード・ブリッジの戦いでハロルドに敗れた。スタンフォード・ブリッジにおけるトスティとハーラル3世の死で、ギヨームのみがハロルドの重大な競敵として残った。ハロルドと配下の軍が戦力回復に努める中で、ギヨームは1066年9月28日にイングランド南部のペヴェンジーに配下の侵攻軍を上陸させ、王国獲得のための海岸堡を築いた。ハロルドは道中で戦力を集めながらの、南方への迅速な行軍を余儀なくされた。
戦闘に居合わせた正確な人数は不明であり、近代の見積もりにおいても相当に食い違いを見せている。戦力の構成はより明確である。イングランド軍はほとんど全てが歩兵で構成され、僅かな数の弓兵を備えており、一方で侵攻軍はおよそ半分のみが歩兵で、残りは騎兵と弓兵に等分されていた。ハロルドはギヨームに奇襲をかけようと試みたようであるが、斥候がその軍を発見してギヨームに到来を伝え、彼の方はハロルドと対峙するためヘイスティングズから戦場へと行軍した。戦闘は午前9時から黄昏時まで続いた。イングランド軍の戦列を崩そうとする侵攻側の初期の奮闘は、ほとんど効果を示さなかった。そこでノルマン軍は、恐慌状態に陥って逃走した態を装い、次いで追撃側へ向き直る戦術を用いた。おそらくは戦闘の終盤近くにおけるものであったハロルドの死は、配下軍の大半の退却と敗北に繋がった。さらなる行軍と数度の小競り合いの後で、ギヨームは1066年のクリスマスの日に王・ウィリアム1世として戴冠した。
反徒としてウィリアムの統治に抵抗を続ける者がいたにせよ、ヘイスティングズは事実上、ウィリアムのイングランド征服の頂点を示すものであった。死傷者の総数は把握困難であるものの、一部の歴史家は2,000名の侵攻側の者が、およそ2倍の数のイングランド人士とともに死んだと見積もっている。ウィリアムは戦場の地に修道院を建設し、おそらくはハロルドが死んだ場に修道院教会の高位祭壇が置かれた。

## 背景

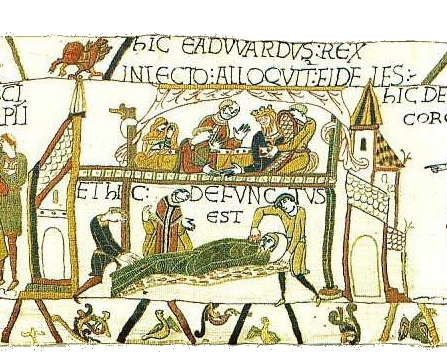
「バイユーのタペストリー」第27・28場。寝室で臣下と話すエドワード懺悔王（上）と、王の死（下）。

西暦911年、カロリング朝の君主シャルル3世（単純王）はヴァイキングの一団へ、指導者ロロの下でノルマンディーに入植することを認めた。彼らの入植地は成功を収め、また彼らは異教信仰を放棄してキリスト教に改宗し、地元の住民と婚姻関係で結ばれて、速やかに現地の文化に適応した。時が経つにつれて公国の境界は西側へ広がった。1002年、イングランドのエゼルレッド2世（無思慮王）がノルマンディー公リシャール2世の妹エマと結婚した。彼らの息子エドワード懺悔王はノルマンディーでの亡命生活で長年を過ごし、そして1042年にイングランド王座を継いだ。エドワードは自らの以前の身寄り先に大いに支援を頼り、ノルマン人の廷臣や兵士や聖職者を招き入れて、彼らを特に教会において権力的地位に任命したので、それがノルマン人のイングランド政治に対する強力な利害関係を形成することになった。エドワードには子がおらず、手ごわいウェセックス伯ゴドウィンやその息子たちと争いあい、そして彼がまた、ノルマンディー公ギヨームのイングランド王座に対する野心を励ましていたこともありうる。

### イングランドの継承危機

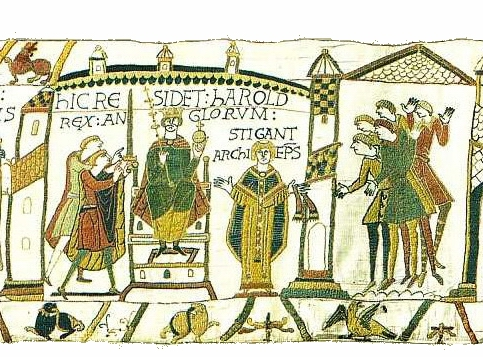
「バイユーのタペストリー」第30・31場。即位して王座に座るハロルドと、横に控える大司教スティガンド（右隣の人物）。

1066年1月5日のエドワード王の死は明確な後継者を残しておらず、数名の競争者がイングランドの王権を主張した。エドワードの直近の後継者はウェセックス伯ハロルド・ゴドウィンソンであり、イングランド貴族階級の最も富裕かつ勢力を備えた人物で、またエドワードの以前の競敵ゴドウィンの息子であった。ハロルドはイングランドの賢人評議会（witenagemot）で王に選出され、ヨーク大司教エアルドレッドから戴冠されたものの、ノルマン側の宣伝においては、この儀式は非正統的に選出されていたカンタベリー大司教スティガンドによる執行であるとの主張がなされた。ハロルドはすぐさま、2名の強大な近隣統治者からの異議を受けた。ギヨーム公はエドワード王から王位を約束されており、またハロルドがそれに関して了解を誓っていたと主張した。ノルウェーのハーラル3世（苛烈王）もまた後継を争った。王座に関する彼の主張は、自らの先代であるマグヌス1世（善王）と以前のイングランド王ハーザクヌートの間の合意に基づくもので、それによればいずれかが世継ぎなしで死んだ場合、もう一方はイングランドとノルウェーの双方を受け継ぐというのであった。ギヨームとハーラル3世は直ちに、各自の侵攻に向けて軍勢と船団の編成を開始した。

### トスティとハーラル3世の侵攻
1066年初頭にはハロルドの亡命した弟トスティ・ゴドウィンソンが、フランドルで募り、その後にオークニー諸島からの各船も加わった船隊でイングランド南東部を襲撃した。ハロルドの船隊に脅かされてトスティは北へ向かい、イースト・アングリアとリンカンシャーを襲った。マーシア伯エドウィンとノーザンブリア伯モーカの兄弟によって、彼は船団まで押し返された。支持者の大半が離間し、彼はスコットランドへ退き、そこで年の半ばを新たな軍勢の編成に費やした。9月初めにハーラル3世は、おそらく1万5000名が乗船した300隻以上の船からなる船隊を率いて北イングランドへ侵攻した。王座に対するノルウェー王の企てを支持したトスティの軍勢によって、ハーラル3世の軍はさらに増強された。ヨークへと進み、9月20日にフルフォードの戦いでエドウィンとモーカ指揮下の北イングランド軍を打ち破った後、ノルウェー軍は市を占領した。

## イングランド軍とハロルドの準備

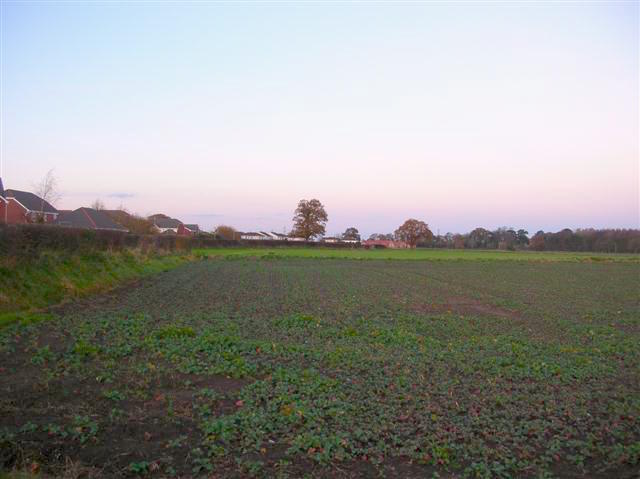
スタンフォード・ブリッジの戦いの地。

イングランド軍は地方の系列に沿って組織化されており、フュルド（fyrd）あるいは地元の召集隊が地元の有力者――伯、司教、国王役人（sheriff）といった者の下で任務に就いた。フュルドは自ら土地を所有する者で構成され、王からの軍勢の求めを満たすため各自の共同体によって武装を施された。ハイド（hide）、あるいは名目上一つの家族を支えるに足りるとされた土地単位の5つごとに、1名が任務に就くこととされていた。ハンドレッド（hundred）がフュルドを組織化する主な機構であったようである。全体としてイングランドは、召集の際にはおよそ1万4000名をフュルドへ提供できた。緊急事態を除いては、フュルドは通常2カ月に渡って任務に就いた。国を挙げたフュルド全体の召集は稀であり、1046年から1065年の間には1051年、1052年、1065年の3度においてのみ行われた。王はまたハスカール（housecarl）として知られる武装者の一団を個人で抱えており、それが王の軍勢の中核を形成した。一部の伯もまたハスカールによる独自の戦力を備えていた。地元の土地所有名士であるセイン（thegn）は王のハスカールとともに戦うか、あるいは伯や他の有力者の軍勢に加わった。フュルドとハスカールはいずれも徒歩で戦い、両者間の主な相違はハスカールの防具がより優れている点であった。イングランド軍はまた、さしたる数の弓兵を備えていなかったようである。
ハロルドは1066年の半ばを南部の海岸で、大軍と船団を備えギヨームの侵攻を待ち受けて過ごしていた。配下軍の大部分は農作物の収穫を行う必要がある民兵であったので、ハロルドは9月8日に民兵と船団を解散させた。ノルウェー軍の侵攻を知った彼は道中で戦力を集めながら北方へ急ぎ、ノルウェー軍へ奇襲をかけて、9月25日のスタンフォード・ブリッジの戦いで彼らを敗北させた。ハーラル3世とトスティは戦死し、ノルウェー軍は甚大な損害を被り、当初の300隻の船舶が生き残りを運び去るに必要とされたのはわずか24隻というほどであった。ハロルドの軍は打撃を被り弱体化した状態で、南からははるかに遠ざかっており、イングランド軍の勝利は大きな代償を伴った。

## ギヨームの準備と上陸

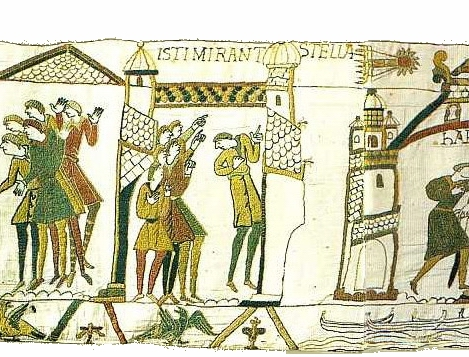
「バイユーのタペストリー」第32場。空に現れた星（右上）を人々が見上げて驚く。

ギヨームは大規模な侵攻船団と、またノルマンディーやその他フランスから集めた軍勢を編成し、ブルターニュとフランドルからの大規模な派遣団もそこに含まれた。零から船団を建造しなければならず、彼は準備にほとんど9カ月を費やした。いくつかのノルマン年代記によると、彼はまた外交上の支持をも取りつけていたが、そのような報告の正確性は歴史学上の論題となっている。最も有名な主張は、ローマ教皇アレクサンデル2世が支持の徴として教皇の幟を与えたというもので、ポワチエのウィリアムの記録にのみ現れており、より同時代に近い説話には見られない。1066年4月にはハレー彗星が空に現れ、ヨーロッパ中で広く報告がなされた。同時代の記録は、彗星の出現をイングランドの継承危機と結びつけている。

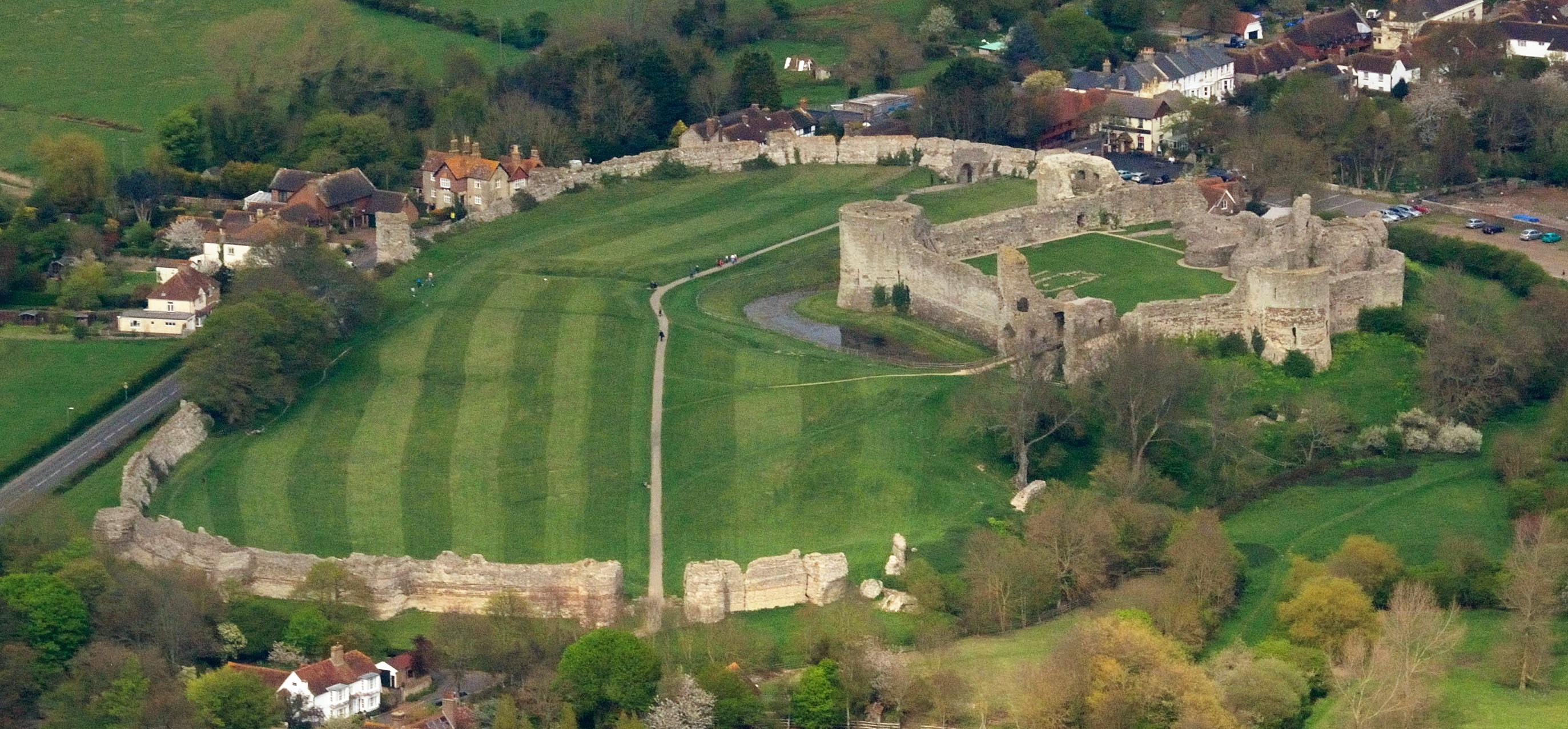
ペヴェンジーに上陸し、ギヨームはローマ堡塁の遺跡の中に城郭を建築した。最も外側の壁はローマ時代に遡る一方で、中庭に今も残る建物群はギヨームの時代以降のものである。

ギヨームは配下軍勢をサン・ヴァレリー・シュル・ソンムに召集し、8月12日頃にはイギリス海峡を渡る準備を整えていた。しかし不都合な天候であったか、あるいは強力なイングランド船隊による迎撃を避けるために、渡航は延期された。ハロルドのノルウェー軍に対する勝利の数日後に、ノルマン軍はハロルドの海上戦力の分散をついてイングランドに渡り、9月28日にサセックスのペヴェンジーに上陸した。数隻の船は航路から吹き流されてロムニーに上陸し、その地でノルマン軍は地元のフュルドと交戦した。上陸後、ギヨームの軍勢はヘイスティングズに木造の城砦を建設し、そこから周辺地域を襲撃した。さらなる堡塁群がペヴェンシに建設された。

### ヘイスティングズのノルマン軍勢

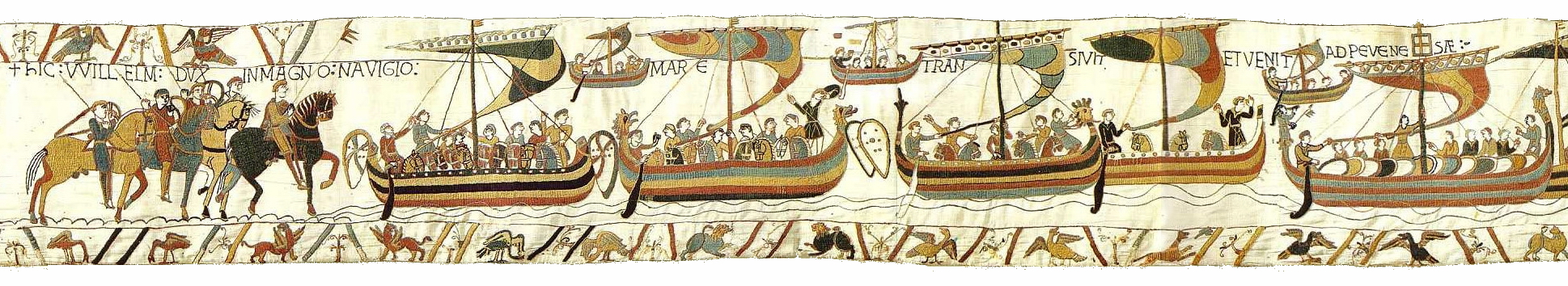
「バイユーのタペストリー」第38場。ノルマン船団が海峡を渡りペヴェンジーに至る。右端の船は、妻マティルダが贈ったギヨームの旗船モラ号とされる。

ギヨームの軍勢の正確な数や構成は不明である。同時代の文書はギヨームが776隻の船舶を有していたと主張するが、おそらくは大袈裟な表現であろう。軍の規模に関する同時代の著者による数字は大いに誇張されており、1万4000名から15万人まで様々である。近代の歴史家はギヨームの軍勢の規模について、「7,000から8,000名の兵でその中の1,000から2,000名が騎兵」「1万から1万2000名の兵」「1万の兵でその中の3,000名が騎兵」「7,500名の兵」といった、幅のある見積もりを示している。軍は騎馬部隊、歩兵部隊、弓兵や弩（クロスボウ）兵部隊で構成され、騎兵と弓兵とがおおよそ同数であり、徒歩の兵が他の2種を併せたものと同数であった。ウィリアム征服王（ギヨーム）の仲間に関する後世の一覧が存在するものの、その大半は追加の名前で水増しされている。およそ35名の固有名の個人のみが、ギヨームとともにヘイスティングズにいたと確かに認めうるものである。
用いられた主な防着は長身の鎖帷子で、通常は膝に至る長さがあり乗馬できるように切り込みが設けられ、一部は肘に至る長さの袖つきであった。一部の帷子は、おそらく長衣に金属や角や硬化させた皮でできた札を貼りつけて作られていた。被り物は通常は円錐形の金属兜で、鼻を護るための金属帯が下部に伸びていた。騎兵と歩兵は楯を携えていた。歩兵の楯は通常は円形の木製であり、金属の補強が施されていた。騎兵は凧型の楯に持ち替え、通常は槍を装備した。右腕の下で身体に引きつけて携える横構えの槍は比較的新しい改良であり、長距離の騎兵突撃には不向きな地勢であったヘイスティングズではおそらく用いられなかった。歩兵と騎兵の双方とも通常、長身で両刃を備えた直刀の剣をもって戦った。歩兵はまた投げ槍や長槍を用いることもできた。騎兵の一部はおそらく剣の代わりに棍棒を用いた。弓兵は単弓やクロスボウを用い、大半は防着を身につけることはなかった。

## ハロルド、南方へ進む

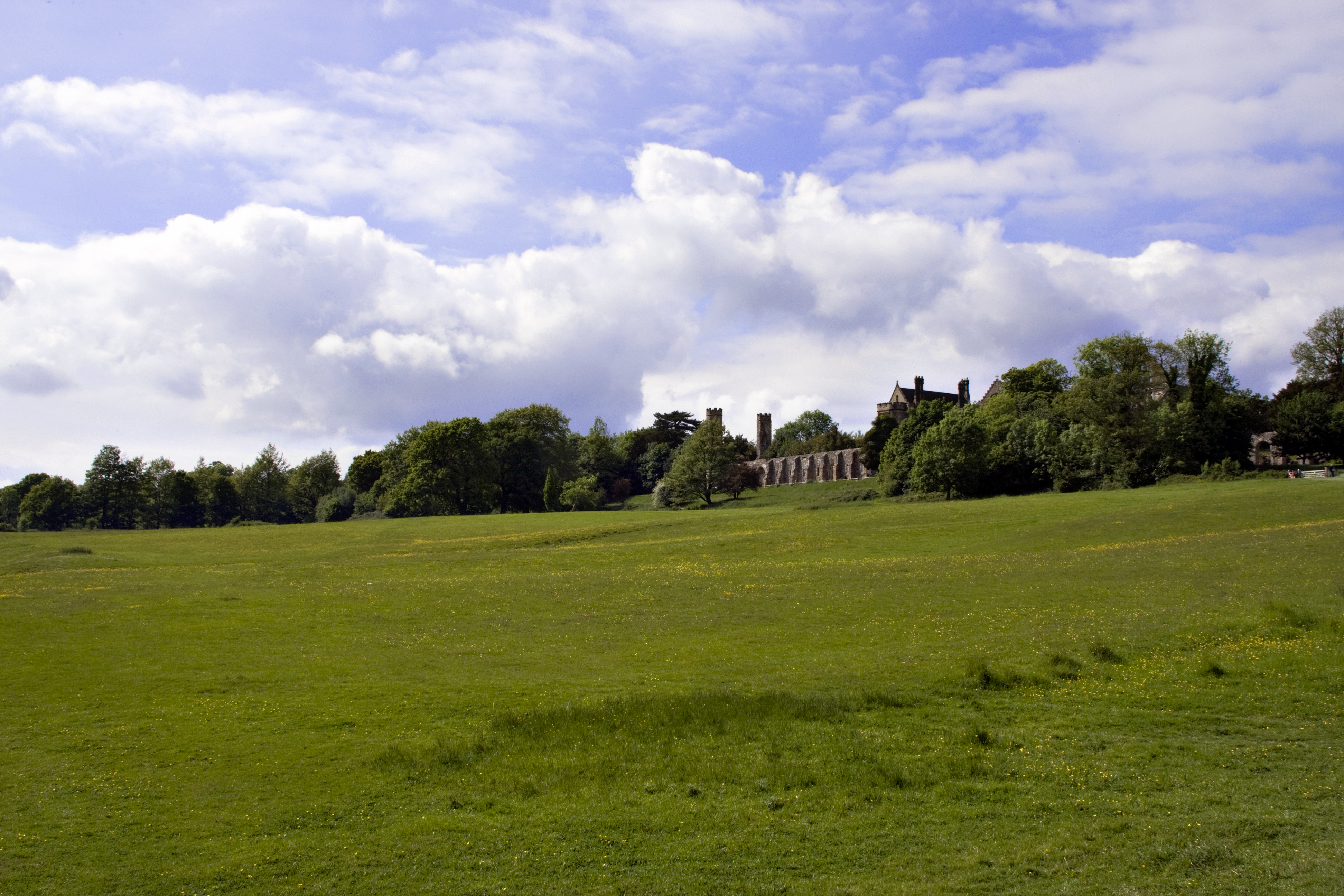
センラック丘の方向へ、戦場跡を眺める。

弟トスティとハーラル3世を北方で打ち破った後、モーカとエドウィンを含む配下軍勢の大半を北に残し、ハロルドは残りの軍勢を率いて直面するノルマン侵攻に対処するため南方へ向かった。ギヨームの上陸をハロルドが知った時期は不明であるが、おそらくは南へ移動する最中のことであった。ハロルドはロンドンで停止し、ヘイスティングズに赴く前におよそ1週間に渡って当地に滞在したことから、彼はおよそ320キロ（200マイル）を1日あたり43キロ（27マイル）の平均速度で、南進に1週間程度をかけたようである。ハロルドは10月13日の夜にカルドベック丘の、描写されるところでは「霜白色の林檎樹」の近くに宿営した。この地はヘイスティングズにあるギヨームの城砦からは約13キロ（8マイル）の距離であった。同時代初期のフランスの記録はそのいくつかが、一人あるいは複数の使者がハロルドからギヨームの下へ派遣されたと言及しており、事実のようである。このような尽力からは何ももたらされなかった。
ハロルドはノルマン勢の不意を突こうと試みたものの、ギヨームの斥候はイングランド勢の到着を公へ報告していた。資料群には矛盾する記録が存在し、戦いに先立つ出来事の正確なところは不明瞭であるが、ギヨームが軍を率いて城砦から出立し、敵に向けて進軍した点では皆が一致している。ハロルドはヘイスティングズにあるギヨームの城砦からおよそ9.7キロ（6マイル）離れた、センラック丘の頂（今日のイースト・サセックス州バトル）に防御位置を取っていた。

### ヘイスティングズのイングランド軍勢
ハロルドの軍勢の正確な兵士数は不明である。同時代の記録は信憑性のある数字を示していない。一部のノルマンの記録では40万から120万の人員がハロルド側にいたとする。イングランドの記録はハロルドの軍勢として概して非常に少ない数を示しており、おそらくはイングランド軍の敗北をそれほど手ひどいものではなかったと見せようとしている。近世の歴史家はヘイスティングズのハロルド軍について5,000名から1万3000名の間の数字を示唆しており、大半の現代の歴史家は7,000名から8,000名のイングランド軍部隊という数字を論じている。これらの人員はフュルドとハスカールの混成であったことであろう。ヘイスティングズにいたことが知られているイングランド人の個人は僅かであり、ハロルドの弟ギルスとレオフウィンやその他2名の縁戚を含む、およそ20名の固有名の個人がハロルドとともにヘイスティングズで戦ったと合理的に想定しうるものである。
イングランド軍は全体が歩兵から構成されていた。一部の高位社会階層の軍構成員が馬で戦闘に向かったことはありうるものの、戦闘が始まると彼らは徒歩で戦うため馬から降りた。軍の中核は専従の職業兵士であるハスカールが形成していた。彼らの防具は円錐形の兜、長身の鎖帷子、そして凧型あるいは円形であったであろう楯であった。ほとんどのハスカールは両手持ちのデーン人の戦斧を用いて戦ったが、剣を携えることもあった。軍のその他はフュルドの徴用兵が形成しており、同様に歩兵であったもののより軽い防備で、職業軍人ではなかった。歩兵の大半は、前列の全員が楯を互いに固定する楯壁の一部を形成することとなった。その背後には斧持ちと、投げ槍持ちや弓兵が控えることになっていた。

## 戦闘

### 背景と場所

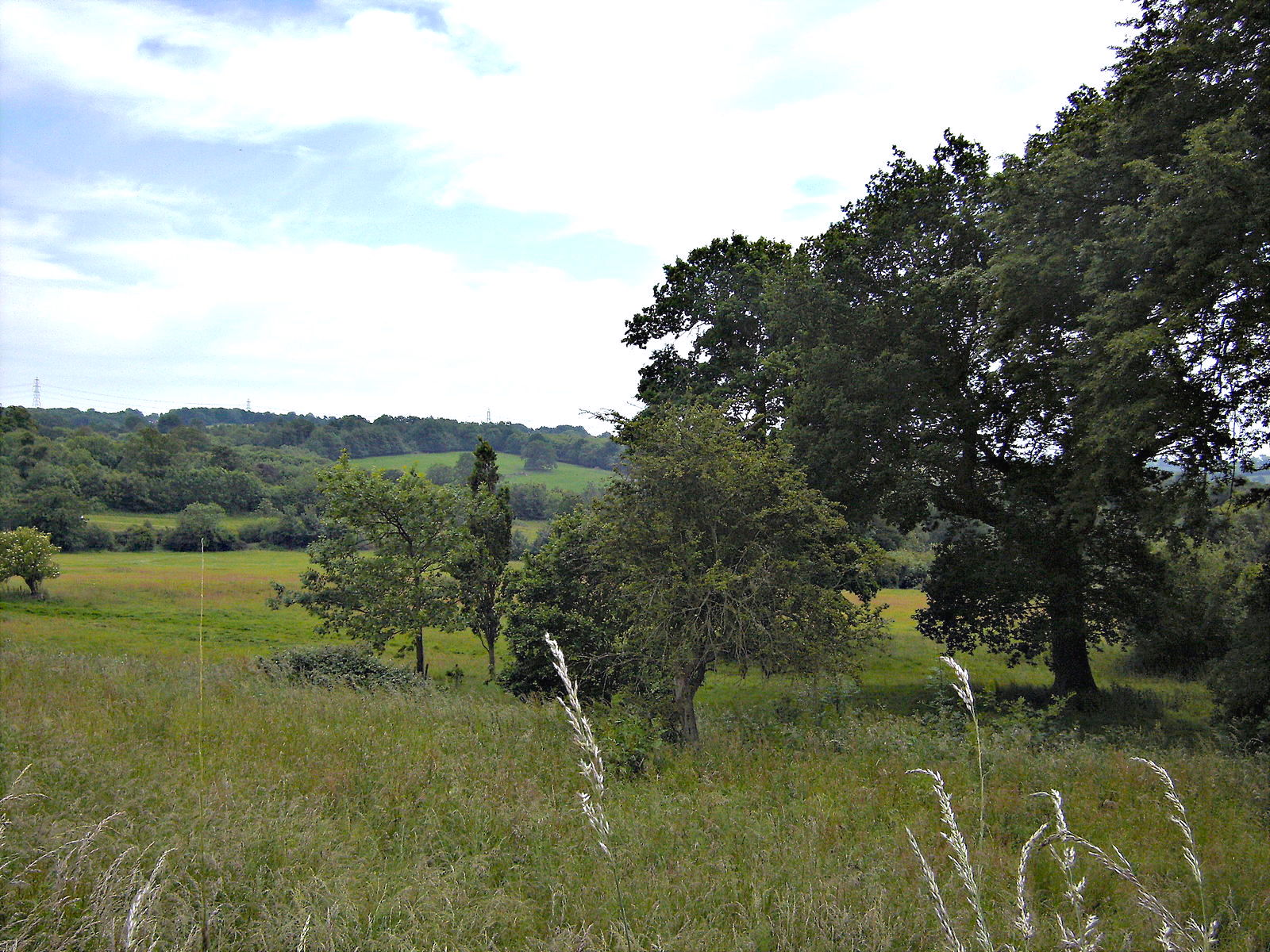
北側から見た戦場跡。

主要な記録の多くが場合において相互に矛盾をきたしており、疑問の余地がない形で戦闘の描写を行うことは不可能である。争いのない事実は、戦いが1066年10月14日土曜日の午前9時に始まったこと、そして戦闘が黄昏時まで続いたことのみである。戦いがあった日の日没は16時54分で、戦場は17時54分にはほとんど暗くなっており、18時54分には完全な暗闇の中であった。当夜の月の出は23時12分に至ってのことであり、日が沈めば戦場にはほとんど明かりがなかった。ジュミエージュのウィリアムは、ギヨーム公が不意の夜襲に備え、前夜を通じて配下の軍勢を武装させ準備を整えたままにしていたと報告する。戦いはヘイスティングズの11キロ（7マイル）北方、現在のバトルの街の、2つの丘――北側のカルドベック丘と南側のテラム丘の間で起きた。この地域には樹木が稠密に生い茂っており、近くには沼沢地があった。伝統的に戦いへ付与されている名称は、一風変わったものである――ヘイスティングズよりもはるかに戦場に近い集落が、いくつか存在したのである。『アングロ・サクソン年代記』は「霜白色の林檎樹の」戦いと呼んだ。40年を経ずして、戦いはアングロ・ノルマン人の年代記著者オルデリック・ヴィターリスによって「センラック」（Senlac）と記述されており、これは「砂混じりの水」を意味する古英語の単語「サンドラク」（Sandlacu）をノルマン・フランス語に適合させたものである。戦場を横切る小川の名称であったかもしれない。戦いは1086年には既に、『ドゥームズデイ・ブック』において「ヘイスティングズの戦い」（bellum Haestingas）と呼ばれていた。
この朝、日の出は6時48分で、当日に関する報告は常ならぬ明るさであった旨を記録している。天候については記録されていない。イングランド軍が戦場へ南進した経路の、正確なところは知られていない。いくつかの道が利用可能である。ロチェスターからヘイスティングズに伸びるローマ時代の古道は、1876年に近傍で大規模な貨幣の埋納遺構が発見されたことから、長く有力視されている。別の可能性が、ロンドンとルイスの間を結びそこから地元の小道を通じて戦場へと向かうローマ時代の道である。いくつかの戦いの記録は、ノルマン軍がヘイスティングズから戦場へ進んだと指摘するものの、ジュミエージュのウィリアムによる同時代の記録は、ノルマン軍を前夜に戦いの地へ布陣させている。大半の歴史家は前者の見方に傾いているが、M・K・ローソンはジュミエージュのウィリアムの記録が正確であると論じる。

### 戦力配置と戦術

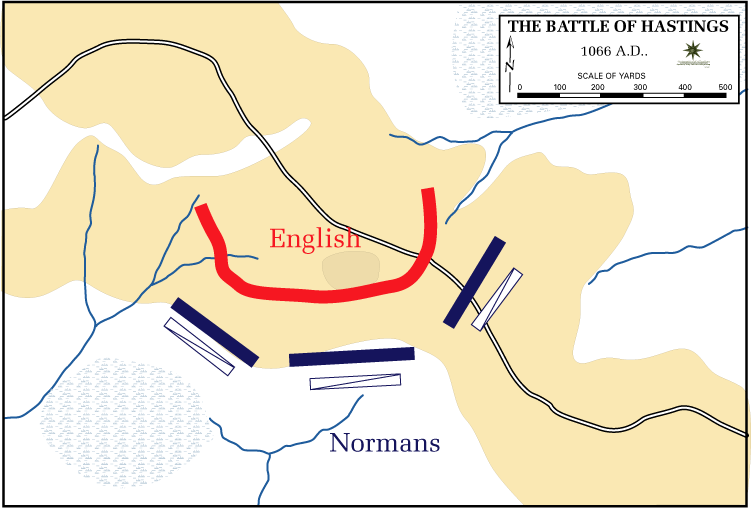
想定される戦闘時の布陣。丘の上方にイングランド勢（赤）が布陣し、麓のノルマン勢（青）を迎え撃った。

ハロルドの軍勢は急勾配の傾斜地の頂上に小さく密集した隊形で展開し、その両側面は前にある木々と沼地とで護られていた。戦列は近くの小川と繋がるに至るまで長く伸ばされていたかもしれない。イングランド軍は、前列がその楯を近づけて支え、あるいは重ね合わせもして攻撃からの護りを提供する楯壁を築いていた。イングランド軍が戦った正確な場所について、各資料は食い違いを示す。いくつかは修道院の場所とするが、より時代を下ったいくつかの資料はカルドベック丘であったとしている。
ノルマン軍の展開についてはさらに多くが知られている。ギヨーム公は配下の軍を、おおよそ出身に即した3つの集団、あるいは各「部隊」（battle）に配置していたようである。左翼部隊はブルトン人で、アンジューやポワトゥー、メーヌ出身者がともにいた。この隊をブルターニュ公の親族であるアラン・ルーフスが率いた。中央はノルマン人が占め、公が直接に指揮し、公の部隊の周辺には多数の彼の親族や縁戚が一団をなしていた。右翼の最後の隊はフランス人で構成され、ピカルディやブローニュやフランドル出身者がともにいた。右翼はウィリアム・フィッツオズバーンとブローニュ伯ウスタシュ2世の指揮下にあった。前列は弓兵で形成され、槍で武装した徒歩兵士の隊列がその後ろに控えた。おそらく少数の弩兵と投石兵が、弓兵とともにいた。騎兵は予備戦力として残しておかれ、またテラム丘の麓に位置した聖職者や従僕の小集団は、戦闘への参加をあてにされていたものではなかった。
ギヨームの戦力配置は、前列の弓兵が矢で敵を弱体化させて戦いを開始し、続いて歩兵が近接戦闘を挑む計画を彼が練っていたことを含意している。歩兵がイングランド軍の戦列に開口部を設け、そこを騎兵の突撃が利用可能となり、イングランド軍部隊を突破して逃走する兵を追撃することとなるものであった。

### 戦闘の初期段階

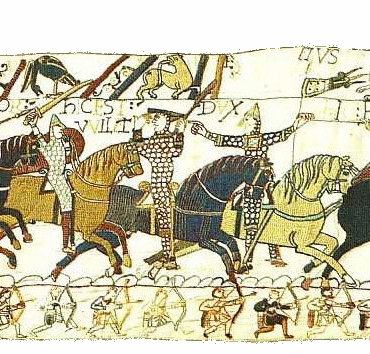
「バイユーのタペストリー」第55場。ギヨーム（中央の人物）が顔を曝して廻り、自らの戦死の噂に対抗する。

ノルマン軍の弓兵が丘の高みに向け、イングランド軍の楯壁に矢を放って戦闘が開始され、これはほとんど効果を生まなかった。上向きの角度で、矢はイングランド軍の楯に跳ね返されるか、あるいは目標を越えて丘の頂を飛び去ってゆくこととなった。イングランド軍の弓兵の不在で、拾い集めて再利用するイングランド軍の矢がほとんど存在せず、ノルマン軍の弓兵は妨げを被った。弓兵の攻撃に次いで、ギヨームは槍兵をイングランド軍攻撃のため前面に送り出した。彼らは矢でなく、槍や斧や石による飛び道具の弾幕に遭遇した。歩兵は楯壁の間に突破口を押し開くことができず、騎兵が援護のために前進した。騎兵もまた進捗を達成するに至らず、ギヨームの左翼側のブルトン人部隊に端を発した全体の後退が始まった。公が戦死を遂げたという噂が流れて、混乱がさらに深まった。イングランド軍は後退する侵攻軍側への追撃を開始したが、ギヨームは配下軍勢の中に馬を巡らせ、顔を示して自分は健在であると叫んで廻った。そして公は追撃をかけるイングランド軍部隊に対する反撃を率いた。一部のイングランド勢はある小山の上に結集し、次いでそこで圧倒された。

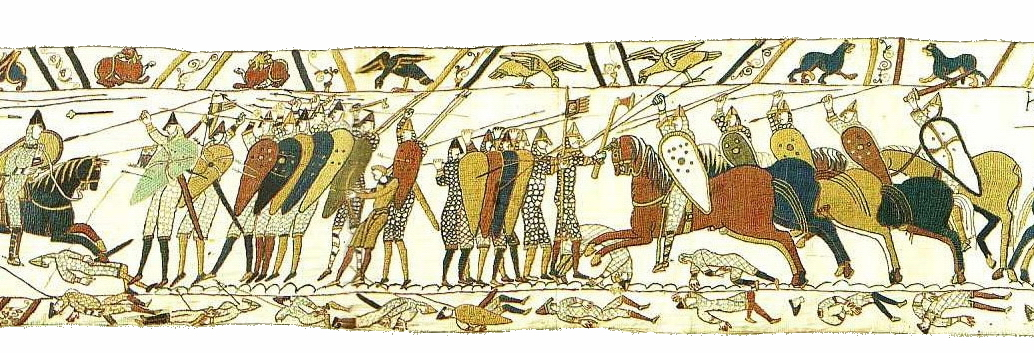
「バイユーのタペストリー」第52場。ハロルドの弟ギルスとレオフウィンが戦死を遂げる。

イングランド軍の追撃がハロルドの命令によるものか、あるいは自然発生的なものであったかは不明である。『ルー物語』は、ハロルドが配下の者に隊列を維持するよう命じたと語るが、他にそのように詳説する記録はない。「バイユーのタペストリー」は、ハロルドの弟ギルスとレオフウィンの死が小山周辺での戦いの直前に起きたと述べている。これは2人の弟が追撃を率いていたことを意味するかもしれない。『ヘイスティングズの戦いの詩』はギリスの死について、公がハロルドの弟を戦闘で殺したもので、おそらくはギリスをハロルドと思ってのことであったとする、異なる話を伝える。ポワチエのウィリアムは、ギリスとレオフウィンの遺体はハロルドの近くで見つかったと述べており、彼らが後からの戦闘で死んだ旨が含意されている。2人の弟が早くに戦闘で死んだものであれば、彼らの遺体がハロルドの下へ運ばれ、戦闘の後に当人の遺体の傍で見つかった説明となるということはありうる。軍事史家のピーター・マレンは、ギリスとレオフウィンが早くに戦闘で死んだものであれば、それがハロルドに踏み留まって最後まで戦うように影響を及ぼしたかもしれないと推測する。

### 見せかけの逃走

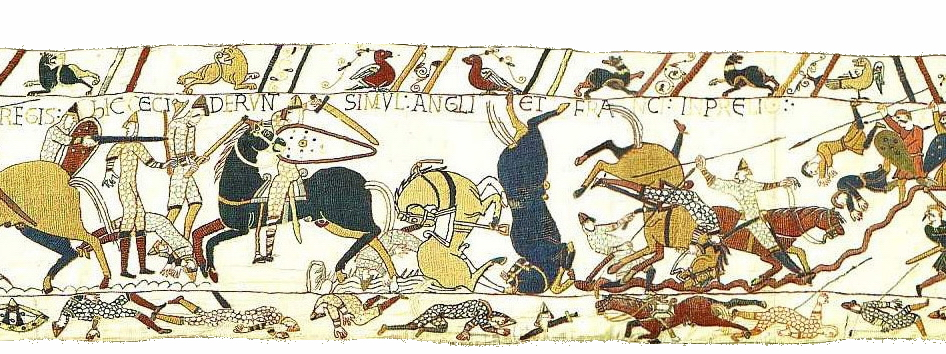
「バイユーのタペストリー」第53場。「ここでイングランド人とフランス人がともに戦いで倒れた」。

午後の早くにおそらく小康状態が生まれ、休息や食事のための中休みが必要とされたことであろう。ギヨームはまた、あるいはイングランド軍の追撃とそれに続くノルマン軍の手にかかった潰走から着想を得た、新たな戦術を実行するために時間を必要としていたこともありうる。ノルマン軍が楯壁に対して騎兵を送り、次いでイングランド軍をさらなる追撃へ引き込むことができれば、イングランド軍の戦列に開口部が生ずるかもしれない。ポワチエのウィリアムは、この策が2度に渡って用いられたと述べる。この策に関する年代記作者連の記述が、ノルマン軍部隊の戦闘からの逃走を弁明する意味合いであったかという点で議論がなされているものの、先立った逃走は言いつくろわれておらず、それはなさそうである。この策略は同時代に他のノルマン軍も用いたものであった。一部の歴史家は、意図的な策として見せかけの逃走を用いたという話は、戦いの後になって着想されたものであると論じる。しかし大半の歴史家は、ノルマン軍によるヘイスティングズでの利用という点に同意している。
見せかけの逃走が戦列を崩すことはなかったにせよ、おそらくはイングランド軍の楯壁内のハスカールを減じさせたものであった。フュルドの者がハスカールに取って代わり、楯壁は維持された。公が率いた騎兵と歩兵による攻撃の前とその最中に、再び弓兵が用いられたようである。12世紀の資料は、弓兵が楯壁の正面を越して射るように高角度での射撃を命じられたと述べるものの、より同時代に近い記録にはそのような行動の形跡は存在しない。イングランド軍戦列に対して敢行された襲撃の回数は不明であるが、いくつかの資料は午後の戦闘の間に起きた、ノルマン兵とイングランド兵の様々な行動を記録している。『ヘイスティングズの戦いの詩』はギヨーム公が戦闘中に2頭の乗馬を殺されたとするが、ポワチエのウィリアムの記録は3頭であったとしている。

### ハロルドの死

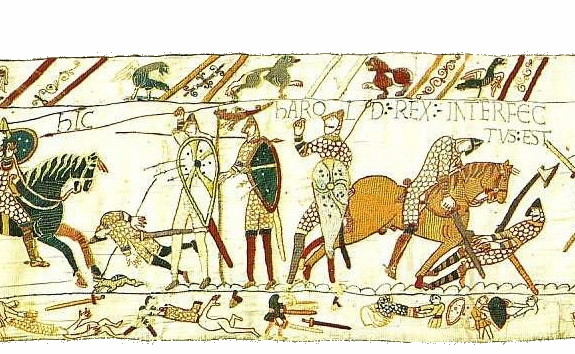
「バイユーのタペストリー」第57場。矢を眼に受けた人物（右から3人目）と、剣にかかって倒れる人物（右端）。

ハロルドは戦いの終盤に死んだようであるが、様々な資料における記録は食い違いを示している。ポワチエのウィリアムは彼の死に言及するのみで、顛末に関する詳細は示さないままである。眼から突き出した矢を掴む姿が、剣で撃たれて倒れる戦士の横に描かれている「タペストリー」は、助けとなるものではない。両者の姿の上に「ここでハロルド王は殺された」（ラテン語: HIC HAROLD REX INTERFECTVS EST）との記述がある。いずれの姿がハロルドを意図されているのか、あるいは双方ともにその意図であるのかは明らかでない。ハロルドが眼に矢を受けて死んだという、伝承となった報告の最も初期に書き残された言及は、1080年代にイタリアの修道士モンテカッシーノのアマトゥスが著した『ノルマン人の歴史』にさかのぼる。マームズベリのウィリアムは、眼に受けて脳髄に達した矢がもとでハロルドは死に、そしてある騎士が同時にハロルドに傷を負わせたと述べる。『ルー物語』は矢を眼に受けたとの記録を繰り返している。『ヘイスティングズの戦いの詩』はギヨーム公がハロルドを殺したとするが、そのような手柄は他所においても記録されたであろうから、ありそうにない話である。ジュミエージュのウィリアムは、ハロルドは朝に最初の戦いの間に死んだものとしており、これはなおさらにありそうにない。『バトル修道院年代記』は、戦闘の切迫した状況の中で起きたことであり、ハロルドを殺した者については誰も知らないとする。現代のハロルドの伝記作者イアン・ウォーカーは、おそらくハロルドは眼に受けた矢によって死んだとするものの、眼に致命傷を負った間にとあるノルマン人騎士に打ち倒された可能性はあるとも述べる。いま一人のハロルドの伝記作者ピーター・レックスは、様々な記録を論じた後に、ハロルドの死の様相を確言することは不可能であると結論づける。
ハロルドが討ち取られたとされている地点はイングランド軍側から見て右翼の丘の中腹にあるが、丘のこちら側は勾配が他の部分に較べて緩やかなことから、ノルマン軍がイングランド軍の右翼に攻撃を集中させた為、ハロルドも右翼に移動して前線で戦闘に参加して落命したとの見方もある。また、ハロルドが矢で目を射抜かれたという「タペストリー」の描写については、「視力を失う」ことが別の何かの象徴なのではないかとの見方もある。
ハロルドの死でイングランド勢は指導者なき存在となり、彼らは崩壊し始めた。多くは逃走したが、王家の兵士たちはハロルドの遺体の周囲に集結し、最後まで戦った。ノルマン軍は逃走する軍勢への追撃を開始し、「マルフォッセ」（Malfosse）として知られる地での後衛作戦を除いては、戦いは終結した。マルフォッセ、あるいは「悪しき溝」で起きた事態や起きた場所の正確なところは不明である。小規模な堡塁、あるいは壕の組み合わせが存在する場で発生し、一部のイングランド兵がそこに結集してブローニュ伯ウスタシュ2世に重傷を負わせ、次いでノルマン軍に打ち負かされた。

### 結果に関する理由

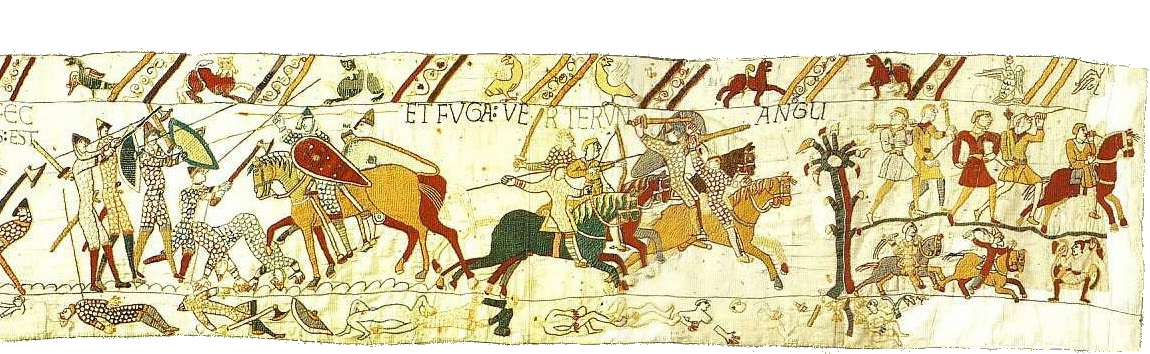
「バイユーのタペストリー」第58場。崩れ立つイングランド勢。

ハロルドの敗北はおそらく、いくつかの事情によるものであった。一つは、ほとんど同時に起きた2度の侵攻に対して防衛を行う必要があったことである。ハロルドが9月8日に南イングランドで配下の軍勢を解散させた事実もまた、敗北の一因となった。多くの歴史家は、南方へと急ぎ、またヘイスティングズでギヨームと対峙する前にさらなる戦力を集めなかった点でハロルドを難ずるものの、イングランド軍がギヨームの軍と渡り合うに不十分であったかは明らかではない。消耗していたイングランド軍というこのような主張に対しては、丸一日に渡って続いた戦闘の長さが、イングランド軍が長征で疲労してはいなかったことを示している。ハロルドのヘイスティングスへの進軍速度と結びつくのは、ハロルドがマーシア伯エドウィンとノーサンブリア伯モーカについて、彼らの対敵トスティが打ち負かされた後は信頼を置くことなく、彼らとその軍勢の南方への動員を断っていた可能性である。ハロルドが戦闘を急いだ理由の一つが、ギヨームの略奪行為を封じ込めて相手の海岸堡からの進出を食い止める点であったと、近代の歴史家は指摘している。
敗北の責任の大半は、おそらくは戦闘中の出来事に帰されるものである。ギヨームは経験で勝る軍事指導者であり、加えてイングランド側における騎兵の不在は、ハロルドが利用しうる戦術上の選択肢を減少させるものであった。一部の著者は、戦闘の早い時期にギヨームの死という噂がもたらした機会を利用しなかったことで、ハロルドを批判する。イングランド軍は後退するノルマン軍を追撃する際に側面を攻撃に対して晒し、守備戦術に徹せずに誤ちを犯したように見受けられる。これがイングランド軍指揮官連の未熟さによるものか、あるいはイングランド軍兵士の規律の欠如であったかは明らかでない。結局のところ、ハロルドの死がイングランド勢の混乱をきたした崩壊を合図するものとなり、決定的であったようである。歴史家デイヴィッド・ニコルは戦闘について、ギヨームの軍が「たやすくというものではなく――ノルマン・フランス軍の騎兵と歩兵の混成戦術が、アングロ・サクソン軍のゲルマン・スカンディナヴィア式の歩兵伝統に勝ることを証明した」と述べた。

## その後
戦闘の翌日、ハロルドの遺体はその防具か、あるいは身体上の特色によって見出された。彼個人の旗指物はギヨームに献上され、後に教皇の下へ送られた。戦死したイングランド兵の遺体は、ハロルドの弟やハスカールの一部も含めて戦場に残されたが、後に縁戚が幾人かを運び出した。ノルマン人の戦死者は、発見されていない大規模な共同墓地に埋葬された。戦死者の正確な数は不明である。戦闘の場にいたことが判明しているイングランド兵について、死者の数は死亡率およそ50パーセントを示唆するが、これは高すぎるものかもしれない。ヘイスティングズで戦った、名を知られたノルマン人の中で7人に1人が死んだと述べられているが、彼らは皆が貴人であり、一般兵士の死亡率はおそらくさらに高かった。オルデリック・ヴィターリスの計算は大いに誇張されたものであるが、彼の4人に1人の死者という割合は正確かもしれない。マレンは、おそらく2,000人のノルマン兵と4,000人のイングランド兵がヘイスティングズで戦死したと推測する。いくつかの報告は、イングランド兵の死者の一部が数年後にもなお丘陵斜面で発見されていると伝えた。研究者は長い間、酸性の土壌が作用して遺骸は発見できないであろうと考えていたが、近年の発見はその見方を変えている。中世期の墓地で見つかり、13世紀のルイスの戦いに関連するものと考えられていたある頭蓋骨は、今やヘイスティングズに関連するものと見られている。
ある逸話は、勝利を挙げた公にハロルドの母ギーサが身請け金として息子の体重分の黄金を申し出たものの、拒否されたと述べている。ギヨームはハロルドの遺体を海に投げ込むように命じたものの、そのように行われたかどうかは不明である。別の逸話は、ハロルドが丘の頂に葬られたと述べる。ハロルドが建てたウォールサム修道院は後に、彼の遺体が秘密裏に院に埋葬されたと主張した。別の伝説は、ハロルドはヘイスティングズで死んでおらず、逃れてチェスターで隠者となったと主張した。

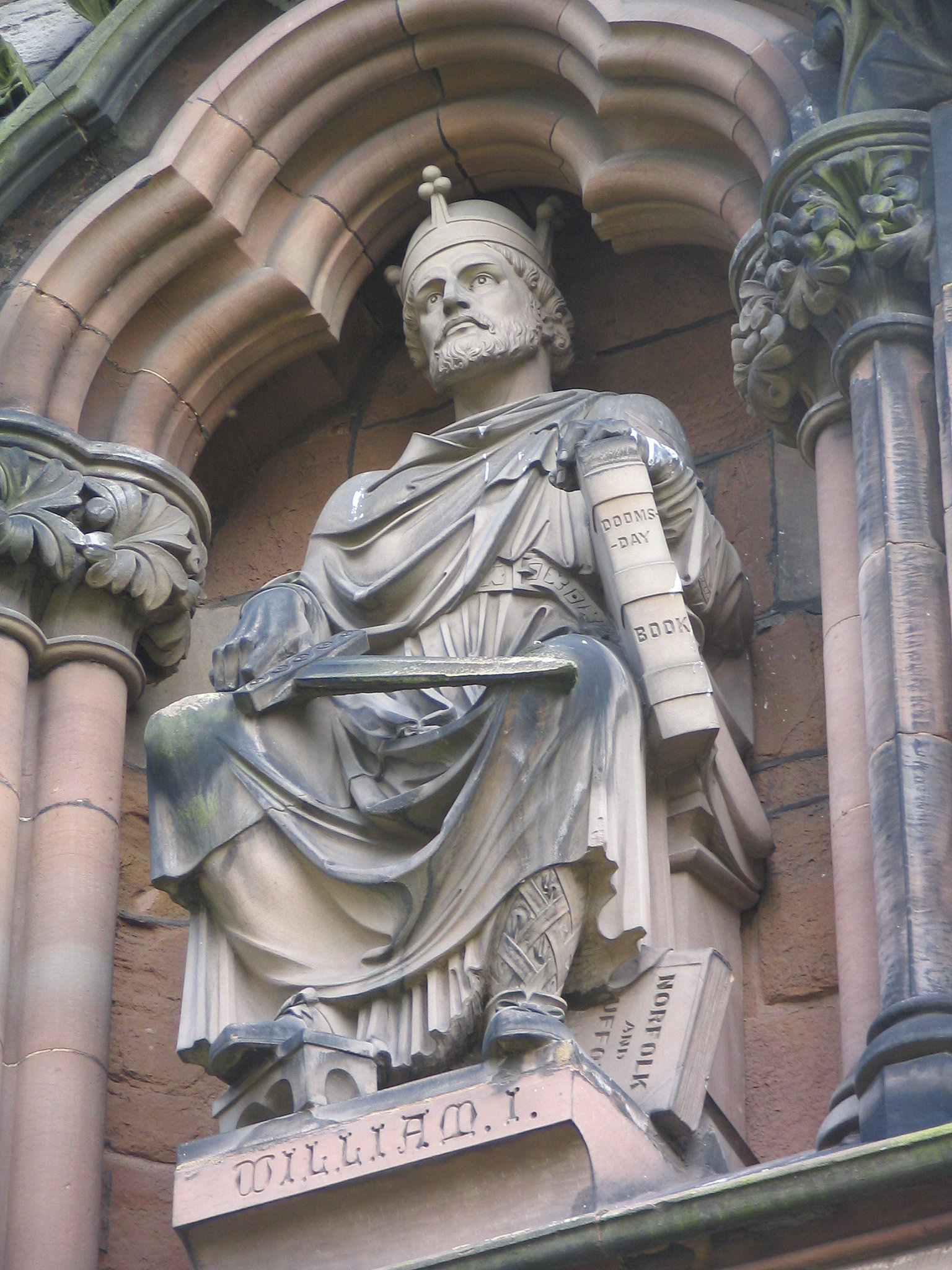
リッチフィールド大聖堂（イングランド・スタッフォードシャー）に据えられたウィリアム1世像。剣と『ドゥームズデイ・ブック』を携えている。

ギヨームは勝利の後、生き残りのイングランド指導者連の服属を期待していたが、その代わりにエドガー・アシリングが賢人評議会から王として宣布され、エドウィン伯、モーカ伯、カンタベリー大司教スティガンドやヨーク大司教エアルドレッドからの支持を受けた。そこでギヨームは、ケントの海岸沿いを行軍してロンドンへ進んだ。サザークで彼を攻撃したイングランド勢を打ち負かしたものの、ロンドン橋を強襲することはできず、さらなる迂回路を辿った首都への接近を余儀なくされた。
ギヨームはテムズ渓谷を移動してウォリングフォードでの渡河を目指し、当地でスティガンドの帰順を受け入れた。次いでチルターン丘陵に沿って北東へ進み、そして北西方面からロンドンへ、市を発った軍勢とさらに交戦しながら近づいた。イングランドの指導者連はハートフォードシャーのバーカムステッドでギヨームに降伏した。ギヨームは1066年12月25日にウェストミンスター寺院で、イングランド王ウィリアム1世として歓呼を受けエアルドレッドより戴冠された。
イングランド貴族の帰順にもかかわらず、抵抗運動が数年に渡って続いた。1067年の暮れにはエクセターでの反乱、1068年中盤にはハロルドの息子たちの侵攻、そして1068年にはノーサンブリアの蜂起が起きた。1069年にはノーサンブリアの反徒、デーン人船隊の来襲、イングランド南部と東部における反乱から、ウィリアムはさらなる問題に直面した。彼は様々な蜂起を無慈悲に鎮定してゆき、北イングランドの一部を荒廃させた1069年暮れから1070年初めにかけての「北部の蹂躙」（Harrying of the North）はその頂点であった。1070年のヘリワード・ザ・ウェイクによるさらなる反乱もまた、イーリー島で王によって打ち破られた。

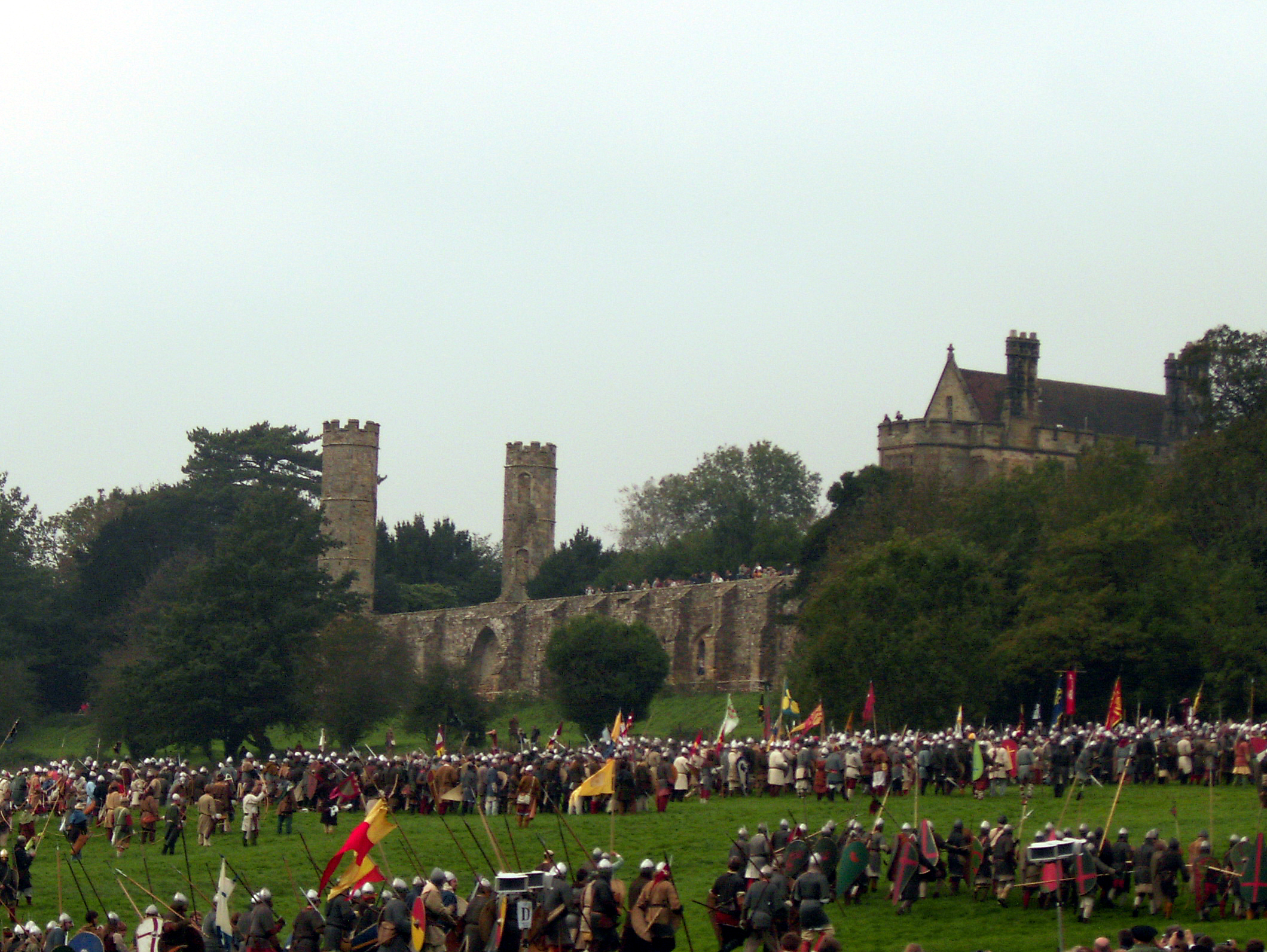
バトル修道院の前で、ヘイスティングズの戦いの再演が行われている。（2006年）

バトル修道院は、ウィリアムによって戦いの地に創建された。12世紀の資料によれば、ウィリアムは修道院創建の誓願を立てており、そして教会の高位祭壇はハロルドが死んだ場に据えられた。よりありそうな話としては、1070年にローマ教皇の使節からウィリアムに対して創建が課せられた。それを受けた修道院の建設作業で戦場の地勢は改められており、イングランド軍が守った傾斜地は現在、戦闘の頃よりもはるかに緩やかになっている。隆起の頂部もまた手が入れられて地面が均されている。（16世紀の、ヘンリー8世による）修道院解散の後に修道院の土地は世俗の地主のものとなり、彼らはそこを邸宅や田舎屋敷として利用した。1976年に地所は売りに出され、アメリカ合衆国建国200周年の記念を希望する数名のアメリカ人寄付者の助力を受けて、イギリス政府が買い取った。戦場と修道院の土地は現在、イングリッシュ・ヘリテッジが所有管理しており、一般への公開がなされている。バイユーのタペストリーはヘイスティングズに至る出来事を刺繍の形で物語っており、おそらく戦いの後間もなくしてバイユーのオドから、あるいはバイユーの司教座に吊るし掛けるために制作の依頼がなされたものである。現代においてはヘイスティングズの戦いを再現する例年の催事が、数千の参加者や観客を大元の戦いの地に引きつけている。

## ギャラリー

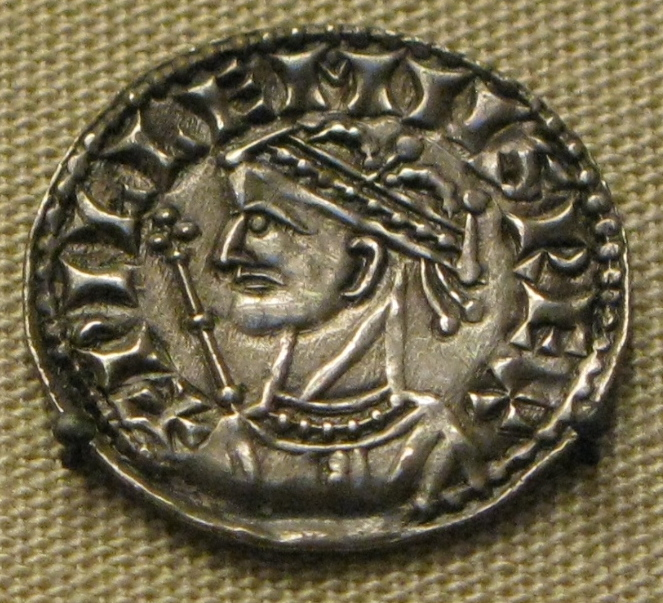
ウィリアム1世の横顔をあしらった銀貨。
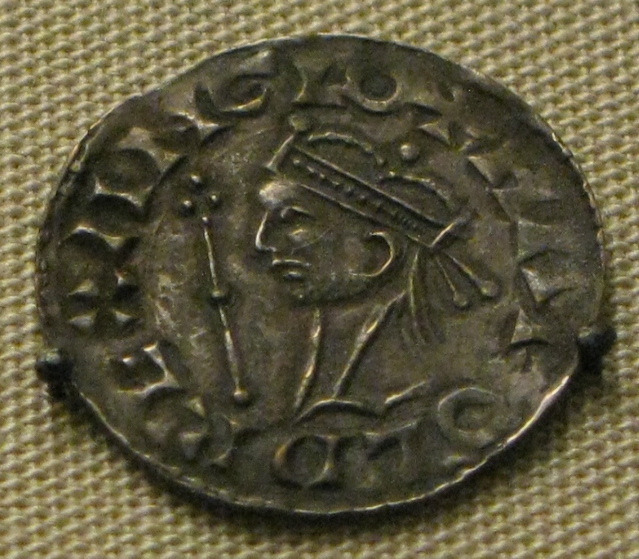
ハロルド2世の横顔をあしらった銀貨。
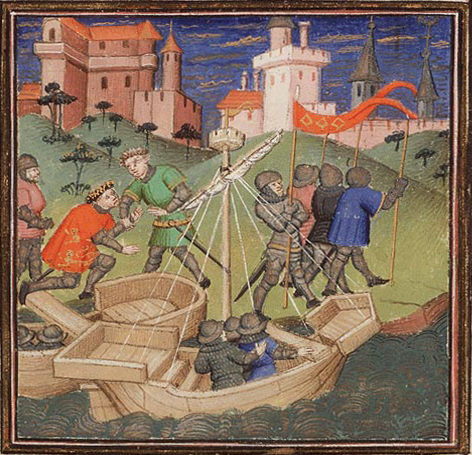
ノルマン人のイングランド上陸を描いた細密画。（15世紀初頭）
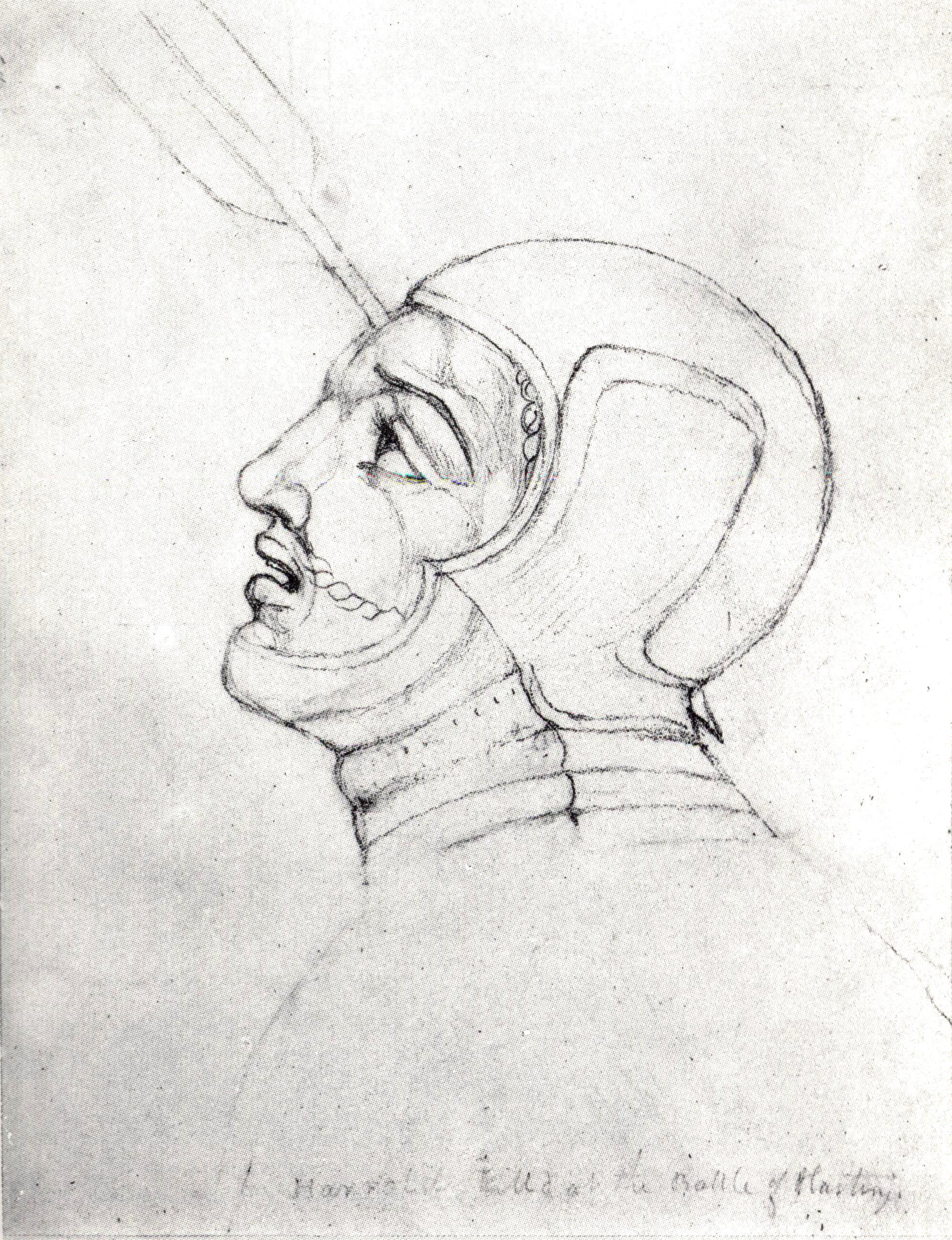
ウィリアム・ブレイクの素描で、右目に矢を受けたハロルドの頭部が描かれている。（1819年）
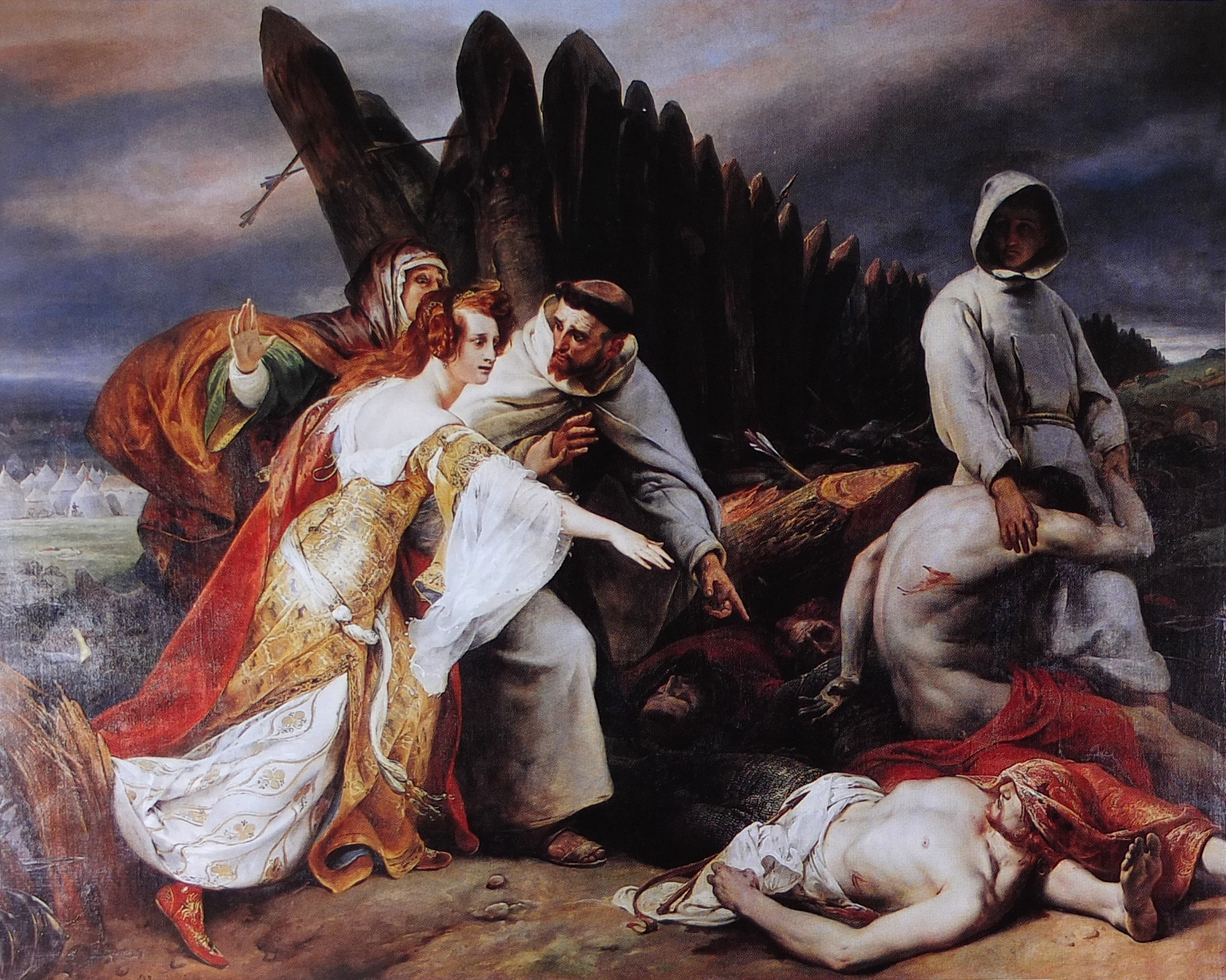
オラース・ヴェルネの絵『ヘイスティングズの戦いの後でハロルドの遺骸を見つけるエディス』。（1827年）

## 関連作品

### ボードゲーム
- Miranda, Joseph: "1066 The Battle of Hastings", Strategy & Tactics No. 240, Decision Games (2006)　※ 11世紀のブリテン島の覇権を争う。

### コンピュータゲーム
- 「Age of Empires IV」　※ レリック・エンターテインメント（英語版）とワールズ・エッジが開発しXboxゲーム・スタジオが2021年に発表した、リアルタイムストラテジー・シミュレーション系のコンピュータゲーム。キャンペーン・モードのシナリオの1つ「ノルマン人」（The Normans）がノルマン・コンクエストを題材としており、ヘイスティングズの戦いも取り入れられている[192]。

## 注記